# 第62屆柏林電影節
第62屆柏林影展（德語：62. Internationale Filmfestspiele Berlin）於2012年2月9日至2月19日在德國柏林举办。英国著名导演麥克·李担任主竞赛单元评审团主席。中国导演王全安导演的《白鹿原》是唯一一部入围主竞赛单元的华语片。
意大利导演塔维亚尼兄弟执导的《凯撒必须死》获得了最高荣誉金熊奖；匈牙利导演本尼德克·菲利格夫执导《风萧瑟》获得了评审团大奖；德国导演克利斯蒂安·佩措尔德凭借《芭芭拉》获得了最佳导演奖。

## 评审团成员
- 麥克·李：導演。（評審團主席）[1]
- 安東·寇班：攝影。
- 阿斯哈·法哈蒂：導演。
- ／ 夏綠蒂·甘絲柏：演員。
- 傑克·葛倫霍：演員。
- 法蘭索瓦·歐容：導演。
- 布瓦連·桑薩：作家。
- 巴巴拉·蘇科瓦（德语：Barbara Sukowa）：演員。

## 主竞赛片
以下18部电影角逐金熊奖和银熊奖，並依首映日期排序：
| 片名                     | 原文片名              | 導演                  | 出品國                      |
| ------------------------ | --------------------- | --------------------- | --------------------------- |
| 《情慾凡爾賽》（開幕片） | Les adieux à la reine | 班諾·賈克             | 法國、 西班牙               |
| 《生命的最後一天》       | Aujourd'hui           | 阿蘭·高米斯           | 法國、 塞内加尔             |
| 《回家》                 | À moi seule           | 弗雷德里克·維度       | 法國                        |
| 《為愛出走》             | Barbara               | 克里斯汀·佩佐         | 德国                        |
| 《凯撒必须死》           | Cesare deve morire    | 塔維亞尼兄弟          | 義大利                      |
| 《幼稚遊戲》             | Dictado               | 安東尼奧·查瓦裏亞斯   | 西班牙                      |
| 《美特拉》               | Μετέωρα               | 斯皮洛·斯特森路普洛斯 | 希腊、 德国                 |
| 《人質》                 | Captive               | 布里蘭特·曼多薩       | 菲律賓、 法國、 德国、 英国 |
| 《我姐姐》               | L'enfant d'en haut    | 烏蘇拉·梅耶           | 瑞士、 法國                 |
| 《簡‧曼斯菲爾德的車》    | Jayne Mansfield's Car | 比利·鮑伯·松頓        | 美国、 俄羅斯               |
| 《週末回家》             | Was bleibt            | 漢斯-克里斯汀·史密德  | 德国                        |
| 《禁戀》                 | Tabu                  | 米格爾·戈麥斯         | 葡萄牙、 德国、 巴西、 法國 |
| 《長頸鹿女孩》           | Kebun binatang        | 艾德溫                | 印度尼西亞、 德国           |
| 《白鹿原》               | 《白鹿原》            | 王全安                | 中国                        |
| 《隨風而弒》             | Csak a szél           | 本尼德克·菲利格夫     | 匈牙利、 德国、 法國        |
| 《寬恕》                 | Gnade                 | 馬修亞·甘斯勒         | 德国、 挪威                 |
| 《皇室风流史》           | En kongelig affære    | 尼科萊·阿爾賽         | 丹麦、 捷克、 德国、 瑞典   |
| 《愛在戰火迷亂時》       | Rebelle               | 金·努葉               | 加拿大                      |

## 獲獎名單
- 金熊獎：《凯撒必须死》 - 維托里奧·塔維亞尼、保羅·塔維亞尼
- 評審團大獎銀熊獎：《隨風而弒》 - 弗利格奧夫·拜奈代克
- 最佳導演銀熊獎：克里斯汀·佩佐 - 《為愛出走》
- 最佳劇本銀熊獎：拉斯莫斯·海斯特貝格（英语：Rasmus Heisterberg） 、尼科萊·阿爾賽 - 《皇室风流史》
- 最佳男演員銀熊獎：麥克·弗斯蓋德（英语：Mikkel Boe Folsgaard） - 《皇室风流史》
- 最佳女演員銀熊獎：瑞秋·華沙 - 《愛在戰火迷亂時》
- 亞佛雷德鮑爾獎：《禁戀（葡萄牙語：Tabu (filme de 2012)）》 - 米格爾·戈麥斯
- 傑出藝術貢獻銀熊獎（攝影）：盧茨·賴特邁爾（德语：Lutz Reitemeier） - 《白鹿原》
- 榮譽金熊獎（終身成就獎）：梅莉·史翠普
- 最佳電影處女作獎：《寒鴉情深（英语：Kauwboy）》 - 勃杜安·庫力（英语：Boudewijn Koole）
- 最佳電影處女作獎特别獎：《越過山丘》 -  阿敏·艾波（英语：Emin Alper）
- 最佳短片金熊獎：《Rafa》 - 若昂·薩拉維薩（英语：João Salavisa）
- 最佳短片評審團獎：《Gurehto Rabitto》 - 和田淳
- 最佳短片特別榮譽獎：《Licuri Surf》 - 吉爾·馬丁斯
- 特别獎：《姐姐》 - 烏蘇拉·梅耶[6]

### 費比西獎
- 正式競賽：《禁戀（葡萄牙語：Tabu (filme de 2012)）》 - 米格爾·戈麥斯
- 電影大觀：《原子紀元（法语：L'Âge atomique）》 - 艾蓮娜·克勞茲（法语：Héléna Klotz）